# Slamník
Slamník är ett berg i Tjeckien. Det ligger i regionen Pardubice, i den östra delen av landet. Toppen på Slamník är 1 232 meter över havet.